# Far from Home (album)
Albums de Calypso Rose
Calyspo Rose
(2008) So Calypso!
(2018)
Singles
1. Abatina
Sortie : 30 avril 2016
2. Calyspo Queen
Sortie : 4 juin 2016
3. Leave me alone
Sortie : 4 juin 2016

Far from home est le vingt-et-unième album studio de Calypso Rose, sorti en 2016. 
L'album remporte la victoire de l'album de musiques du monde de l'année aux 32e Victoires de la musique en février 2017.

## Classement
| Classement                   | Meilleure position |
| ---------------------------- | ------------------ |
| Belgique (Wallonie Ultratop) | 22                 |
| Belgique (Flandre Ultratop)  | 156                |
| France (SNEP)                | 8                  |
| Suisse (Schweizer Hitparade) | 48                 |

## Certification
| Région                                                                                                 | Certification | Ventes/Streams |
| --- | ------------- | -------------- |
| France (SNEP)                                                                                          | Platine       | 100 000*       |
| *Ventes selon la certification ^Mise en rayon selon la certification xNon précisé par la certification |               |                |